# La Voix des Allobroges
Cet article concerne le journal. Pour le peuple gaulois, voir Allobroges. Pour l'hymne, voir Les Allobroges.
Pour l’article homonyme, voir Les Allobroges (quotidien).
La Voix des Allobroges, le canard savoyard qui ouvre son bec, est un pure-player d'information édité à Chambéry par l'association La Voix. Il propose des enquêtes, des reportages et des interviews sur l'actualité en pays de Savoie. Il revendique une moyenne de 250 000 visites par an.
Entre 2005 et 2009, La Voix des Allobroges était un bimestriel diffusé sur l'ensemble de la Savoie historique. Le journal comprenait alors 20 pages.

## Équipe éditoriale
Rédaction
Gérard Ménachemoff, Olivier Crépeaux, Dom Vuillerot, Jo Veillard, Jérôme Poirier, Rémi Mogenet, Marc Heur, Elise Boucheraz, Docteur Couleur, Sylvain Poujois, Jean-Pierre Lantaz, André Palluel-Guillard, Louis Terreaux, Le Charmeur giffriote, Les frères Roger, Fred Delville, Envoie du Gros, Christophe Salengro.
Photographie
Lucien Mermet-Bouvier